# Pagodulina austeniana
Pagodula austeniana, auch Südalpen-Pagodenschnecke ist eine Schneckenart aus der Familie der Fässchenschnecken (Orculidae), die zur Unterordnung der Landlungenschnecken (Stylommatophora) gerechnet wird.

## Merkmale
Das eiförmige Gehäuse ist 3,2 mm hoch und 2,0 mm breit. Es hat bis zu acht gut gewölbte Windungen. Die letzte Windung steigt im letzten Viertel zur Mündung hin an und erreicht fast die Naht der vorletzten Windung. Es ist hellbraun gefärbt, die Oberfläche weist mäßig dicht stehende, lamellenähnliche Rippen in regelmäßigen Abständen auf. Die Berippung wird zur Mündung hin enger. Die Mündungslippe ist leicht nach außen gebogen und sehr zerbrechlich. Tief in der Mündung, und in der Mündungsansicht nicht sichtbar, sitzt eine lange Gaumenfalte. Unter dieser Falte ist immer auch eine kürzere Gaumenfalte vorhanden. Häufig, aber nicht bei allen Individuen, kommt noch eine dritte, kürzere Gaumenfalte über der langen Gaumenfalte vor. Das Gehäuse hat einen geschlossenen Nabel.
Im männlichen Trakt des Geschlechtsapparates tritt der Samenleiter apikal in den Epiphallus ein, der kurz nach Eintritt des Samenleiters eine Verdickung bildet. Der Epiphallus ist deutlich kürzer als der Penis. Der Blindsack (Caecum) am Übergang Epiphallus/Penis ist zunächst recht dick und läuft in einen kurzen geiselförmigen Fortsack aus. Er erreicht nur die Hälfte der Länge des Epiphallus. Der Retraktormuskel setzt am distalen Teil des Epiphallus an, nur wenig von der Einmündung des Epiphallus in den Penis entfernt. Im weiblichen Teil ist die Vagina länger als der freie Eileiter. Der Stiel der Spermathek ist kurz nach der Abzweigung vom Eileiter zunächst sehr dick, besitzt dann eine bzw. andeutungsweise auch eine zweite Anschwellung, und wird danach deutlich dünner. Die Blase ist länglich-eiförmig. Etwa nach einem Drittel von der Anschwellung bis zur Blase zweigt ein langes, dünnes Divertikulum ab, das länger ist als der restliche Stiel einschließlich der Blase. 

### Ähnliche Arten
Das Gehäuse ist gegenüber Pagodulina pagodula und Pagodulina subdola deutlich eiförmig, nicht zylindrisch. Die Rippen stehen etwas weniger dicht. Im Gegensatz zu diesen beiden Arten, die nur eine Gaumenfalte ausbilden, besitzt Pagodulina austeniana mindestens zwei Gaumenfalten, häufig noch eine dritte Gaumenfalte.

## Geographische Verbreitung und Lebensraum
Das Verbreitungsgebiet der Art ist auf die Südwestalpen und Südalpen beschränkt. Im Osten reicht das Verbreitungsgebiet in der Schweiz bis in das südliche Tessin, in Norditalien bis zum Gardasee.
Sie lebt in feuchten und schattigen Habitaten so in Wäldern zwischen Felsen. Sie steigt bis auf 1700 m an.

## Taxonomie
Das Taxon wurde von Geoffroy Nevill 1880 als Pupa (Sphyradium) austeniana erstmals beschrieben. Die Art wird heute zur Gattung Pagodulina gestellt.

## Gefährdung
Die Art gilt in der Schweiz als stark gefährdet. Insgesamt liegen jedoch nicht genügend Daten vor, um die weitere Entwicklung zu beurteilen ("Data deficient").

## Belege

### Online
- AnimalBase - Pagodulina austeniana (Nevill, 1880)